# Love Hurts (Beverly Hills, 90210)
Love Hurts is de drieëntwintigste aflevering van het vijfde seizoen van het tienerdrama Beverly Hills, 90210, die voor het eerst werd uitgezonden op 1 maart 1995.

## Verhaal
Iedereen is nog bang na de verkrachting. Lenny blijkt de dader niet te zijn, heeft een alibi en het slachtoffer wijste hem niet aan als dader. Dus dit houdt in dat de verkrachter nog steeds rondloopt. Als David Lenny ophaalt van het politiebureau vertelt Lenny dat hij een strafblad heeft. In zijn diensttijd is hij gaan stappen met zijn vrienden, en door alcohol hebben ze een vrouw aangerand en heeft toen een gevangenisstraf gekregen. Op de universiteit is al bekend dat Lenny een verdachte was en als Lenny terugkomt dan wachten veel vrouwen hem op. De politie vertelt dat ze op dat moment geen idee hebben wie de dader is. Lenny besluit om van de universiteit te vertrekken, David wil dat hij gaat vechten voor zijn onschuld. David vraagt aan Brandon of hij met Lenny kan praten zodat hij blijft. Als Brandon met Lenny praat dan wordt duidelijk dat Lenny weet wie de dader is. Het blijkt Garret Slan te zijn.
Als Dylan weer op bezoek is in het motel waar Charley werkt, dan ziet hij dat Peter en Andrea daar een kamer hebben. Als hij Andrea hiermee confronteert dan belooft hij dat dit geheim veilig is bij hem. Andrea krijgt een flinke ruzie met Jesse en besluit weg te gaan. Ze vlucht naar het motel en vraagt Peter ook te komen, dan zegt ze dat zij weggaat bij Jesse en bij Peter wil blijven. Peter schrikt hiervan en zegt meteen dat hij niet bij zijn vrouw weg wil.
Cindy neemt Jackie mee uit om haar aan een nieuwe man te helpen. Als ze bij de Peach Pitt zitten dan komt Mel langs met Erin, als Mel en Jackie elkaar aankijken blijkt er een vonk over te springen.
Als David bij Clare en Donna binnen is dan krijgen hij en Donna ruzie over Ray, zo heftig dat David woedend het huis uit loopt. Als Donna ’s avonds thuiskomt is de stroom uitgeschakeld en voordat ze in de gaten heeft wordt ze aangevallen, het is Garret Slan. Hij dwingt haar naar haar slaapkamer en bind haar vast. Op het moment dat hij haar wil verkrachten komt David in het huis zoekend naar Donna. Donna moet hem wegsturen en ze roept dat hij weg moet en noemt hem Dave, hierdoor weet hij dat er iets aan de hand is. Hij pakt een honkbalknuppel en stormt de slaapkamer binnen en schakelt Garret uit.

### Rolverdeling
- Jason Priestley - Brandon Walsh
- Jennie Garth - Kelly Taylor
- Ian Ziering - Steve Sanders
- Gabrielle Carteris - Andrea Zuckerman
- Luke Perry - Dylan McKay
- Brian Austin Green - David Silver
- Tori Spelling - Donna Martin
- Tiffani Thiessen - Valerie Malone
- Carol Potter - Cindy Walsh
- James Eckhouse - Jim Walsh
- Mark D. Espinoza - Jesse Vasquez
- Kathleen Robertson - Clare Arnold
- Joe E. Tata - Nat Bussichio
- Ann Gillespie - Jackie Taylor
- Matthew Laurance - Mel Silver
- James C. Victor - Peter Tucker
- Jeffrey King - Charley Rawlins
- Paige Kettner en Ryanne Kettner - Erin Silver
- Tracy Fraim - Lenny Ziminski
- David Bowe - Garret Slan
- The Flaming Lips - Zichzelf (muzikale gast)